# Етна
37°43′46″ пн. ш. 15°0′17″ сх. д. / 37.72944° пн. ш. 15.00472° сх. д.
Етна (італ. Etna [ˈɛtna] або Mongibello [mondʒiˈbɛllo]; сиц. Muncibbeḍḍu [mʊntʃɪbˈbɛɖɖʊ] або 'a Muntagna; лат. Aetna; дав.-гр. Αἴτνα and Αἴτνη) — діючий андезито-базальтовий стратовулкан на острові Сицилія висотою від 3 326 до 3 357 метрів. Найвищий та найактивніший вулкан Європи. Точно вказати його висоту важко, оскільки вона постійно змінюється внаслідок вивержень і викидів шлаків. Площа підошви вулканічної споруди становить близько 1 250 км².

## Загальні відомості
- Площа: 1 250 км² біля підніжжя вулкана.
- Висота: 3 329 м.
- Кількість зареєстрованих вивержень: не менше 190.
- Найбільший діючий вулкан Європи.
- Місце: о. Сицилія в Італії.
- Вік: понад 350 000 років.

Етна — діючий вулкан, розташований на східному узбережжі Сицилії поряд із містами Мессіна й Катанія. Це найвищий нині діючий вулкан в Європі. Його висота змінюється з кожним виверженням. На цей час вулкан Етна на 22 м нижчий, ніж був 1865 року.
Вулкан Етна — найвища гора Італії, що розташована південніше від Альп. Він охоплює територію площею понад 1250 км².
Селяни з навколишніх поселень іноді називають Етну лат. vipera — гадюка, через те що під час вивержень лавові потоки знищують житло і врожай.
Етна — найактивніший вулкан в Італії. Він перевершує найближчого свого «конкурента» — вулкан Везувій — у понад 2 рази. Назва Етна походить від арабського і в перекладі означає «Гора вогню». Згідно з різними даними, в горі Етна розташовано від 200 до 400 вулканічних кратерів. У середньому що три місяці один із них викидає потоки лави. Що 150 років виверження руйнує одне з селищ, розташованих поруч із вулканом.

## Геологія
Етна розташована на стику двох тектонічних плит: Африканської та Євразійської. Африканська плита безперервно дрейфує в бік Євразійської, занурюючись під неї. Виверження Етни, як і будь-якого іншого стратовулкана, пов'язані з розплавленням у зоні субдукції тектонічної плити, яка йде вниз. Рух Африканської плити під Євразійську піднімає останню з утворенням гірських масивів Сицилії. Розплавлена магма сягає поверхні Землі через тріщини в Євразійській плиті, однією з яких є вулканічний канал Етни.
У місці зіткнення цих двох плит сформувалося багато активних вулканів: Санторіні, Везувій, Стромболі, Вулькано, Етна. Вулканічна діяльність Етни розпочалася приблизно пів мільйона років тому виверженнями, які відбувалися нижче від рівня моря щодо давньої берегової лінії Сицилії. 300 000 років тому вулканізм перемістився на північний захід від центрального конуса Етни, а 170 000 років тому — на сучасне місце.
Низка вивержень (як експансивних, так і вибухових) створила стратовулкан. Збільшення висоти вулкана переривалося великими виверженнями, які спричиняли обвал вершини і формування кальдери.
Близько 35 000-15 000 років тому виверження Етни були вибуховими. Виверження зумовлювали формування гігантських пірокластичних потоків, що залишили після себе великі пласти лави. Попіл від цих вивержень поширювався іноді на 800 км і далі. Його сліди можна знайти поблизу сучасного Риму.
Приблизно 6 000 років тому східний схил гори відколовся і впав у море. Зсув залишив велику улоговину, відому як Валле-дель-Бове (Долина Вола). Автори дослідження, опублікованого 2006 року, вважають, що обвал східного схилу спричинив утворення гігантського цунамі, сліди якого можна знайти в різних місцях Східного Середземномор'я. Ймовірно, цунамі було причиною масової втечі жителів з поселення Атліт-Ям (Ізраїль), що перебуває тепер нижче від рівня моря.

## Історія

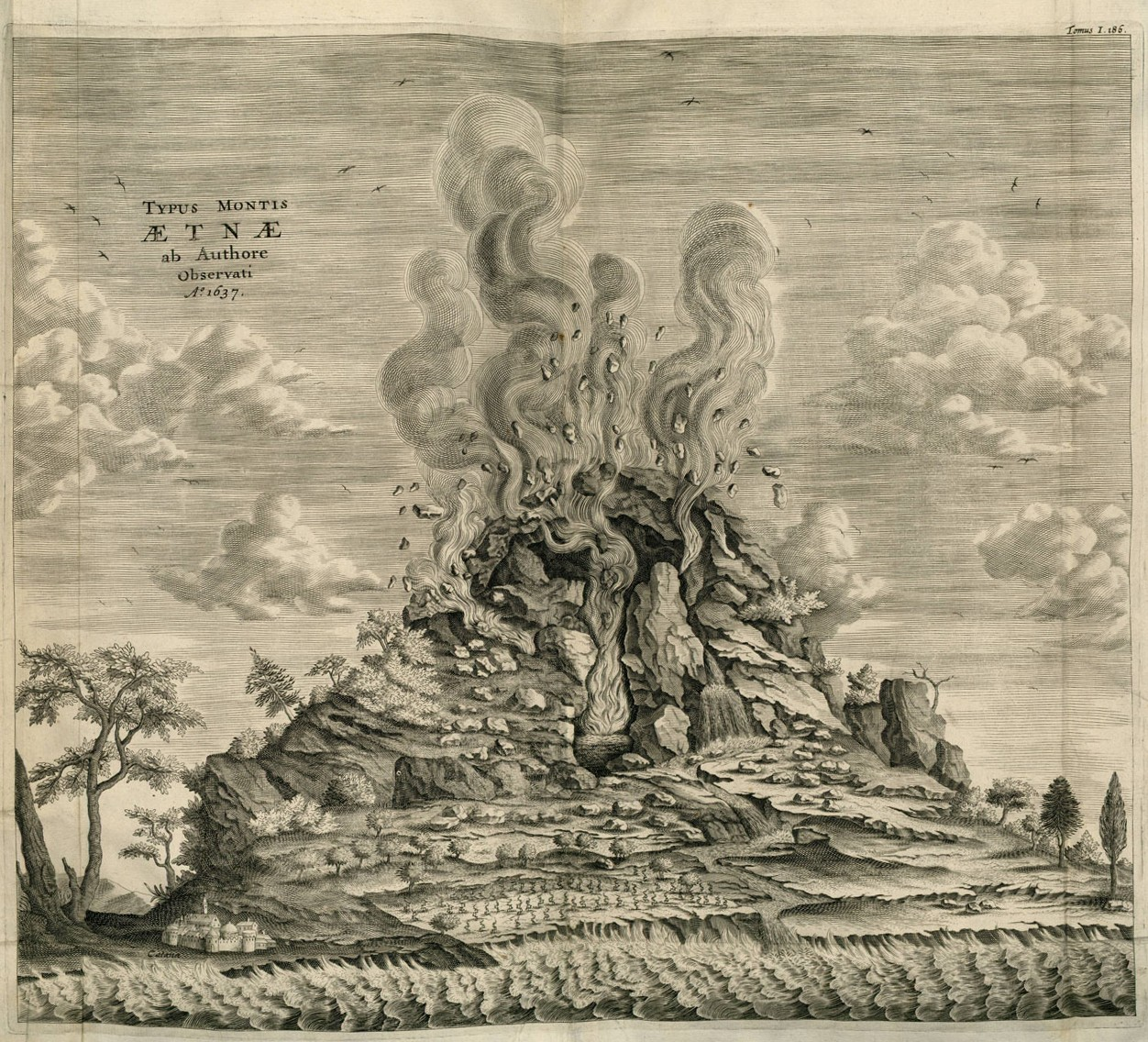
«Вигляд вулкану Етна 1637 року». Ілюстрація до книги Атанасіуса Кірхера (Athanasius Kircher) «Mundus Subterraneus». 1664

На вершині вулкана розташовані чотири постійно живі кратери: найстаріший центральний 3 346 м, потім північно-східний, що «народився» 1911 року, Бокка Нуова утворилася 1968 року та наймолодший — південно-східний 1971 року (виверження 2008 року).
Тривалий час вулкан Етна був відомий під іншою назвою — Моджібелло. Місцеві жителі і нині називають його так.
Основні виверження Етни за своєю силою і потужністю:
- 1614 року відбулося найдовше за часом виверження — воно тривало 10 років.
- 1922 року відбулося велике виверження Етни.
- 1981 року навколо вулкана створили національний заповідник. Через постійну активність ООН назвала Етну «Вулканом десятиліття»[9]. У червні 2013 року вулкан Етну додали в список об'єктів світової спадщини ЮНЕСКО[10]. Коли Етна заспокоюється, місцеве населення влаштовує на ній фестивалі блюзової музики.
- 1983 року виверження тривало 131 день. Вчені намагалися змінити напрямок потоку лави, використовуючи метод локального вибуху, однак це їм не дуже вдалося.
- 1991 року сталося нове виверження, яке тривало 473 дні. Учені знову намагалися змінити напрямок лавового потоку тим же методом локального вибуху. Ця спроба була більш вдалою.
- 2001 року відбулося потужне виверження: на південному схилі зруйнувалася канатна дорога, було закрито аеропорт Катанії. 2002 відбулося виверження на північному схилі: відкрилися багато жерл, розташованих в ряд; зруйновано багато туристичних місць. Далі сталося виверження на південному схилі. У 2008 виверження тривало понад 400 днів.
- 13 лютого 2021 року Етна знову прокинулася, почалося виверження, летовище Катанії призупинило роботу[11].
- 21 лютого 2022 року сталося чергове виверження вулкана Етна: стовп вулканічного попелу піднявся на висоту 11 тис. м, а південно-східний вітер проніс високий і щільний стовп попелу через східне сицилійське місто Катанію, що призвело до закриття аеропорту в ньому[12].
- 22 травня 2023 року вулкан Етна активізувався, місцевий аеропорт призупинив роботу. Вулкан засипав товстим шаром попелу злітно-посадкову смугу летовища та кілька міст, зокрема Катанію[13].
- 12 листопада 2023 року вулкан активізувався, викидаючи потоки лави фонтанами заввишки 4,5 км над рівнем моря[14].
- 2 грудня 2023 року сталося нове виверження вулкана Етна: з південно-східного кратера вулкану вивергся фонтан лави та шлейф диму на значну висоту[15].
- 2 червня 2025 року вулкан Етна розпочав нове виверження, яке супроводжується сильними стромболіанськими вибухами та з інтенсивністю, що зростає[16].

## Клімат
- Середземноморський.
- М'яка дощова зима.
- Сухе спекотне літо.

## Додаткові факти

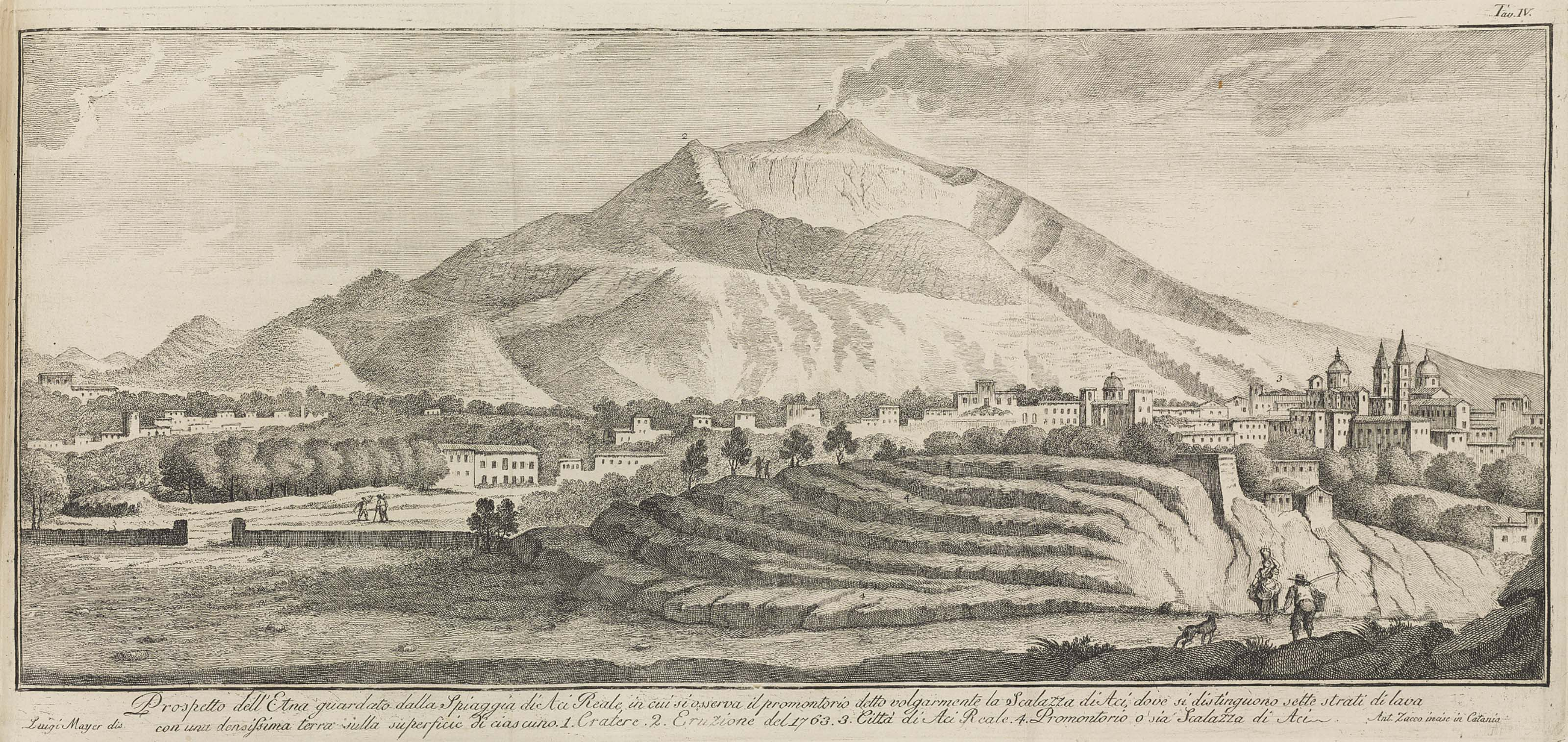
Ілюстрація з книги Джузеппе Рекуперо «Природнича та загальна історія Етни», 1815

- Ілюстрація з книги Джузеппе Рекуперо «Природнича та загальна історія Етни», 1815"Етна" — назва поетичного трактату, який розповідає про виверження вулкана. Він був написаний між 55 р. до н. е. і 79 роком н. е.
- Згідно з античною легендою, під вулканом живе стоголовий велетень Тифон, ув'язнений тут з волі Зевса.
- Під час виверження 1971 року була зруйнована не тільки канатна дорога до вершини, а ще й астрономічна обсерваторія.
- Останнє сильне виверження почалося влітку 2001 року. Тоді потік лави зупинився всього за 4 км від міста Ніколозі, виверження тривало до 2002 року.
- На початку грудня 2015 р. на Сицилії почалося виверження вулкана Етна, яке вже назвали одним з найбільших за останні 20 років[17].

## Туризм, альпінізм і хайкінг

### Маршрути
Етна є одним з найпопулярніших туристичних об'єктів Сицилії, приваблюючи мандрівників різного рівня підготовки — від випадкових туристів до досвідчених трекерів і альпіністів. Вулкан розташований у межах природного парку Parco dell'Etna, який пропонує розвинену мережу маркованих маршрутів.
Найбільш популярні маршрути розташовані на південному та північному схилах вулкана:
- Torre del Filosofo — Crateri Sommitali — маршрут з півдня (Rifugio Sapienza), який веде до головних кратерів (висота понад 3300 м). Вимагає супроводу ліцензованого гіда[19].
- Monte Zoccolaro Trail — середньої складності маршрут до оглядового пункту на долину Valle del Bove, тривалість — близько 2–3 годин[20].
- Sartorius Mounts Trail — маршрут на північному сході, проходить через кратери виверження 1865 року та лавові поля[21].
- Schiena dell'Asino — легкий маршрут до краю Valle del Bove, з якого відкривається панорама східного схилу вулкана[22].

Основними відправними точками для маршруту є:
- Rifugio Sapienza (південний схил) — популярний туристичний центр з фунікулером та позашляховиками[23].
- Piano Provenzana (північний схил) — менше туристичне місце з доступом до лавових полів та маршрутів середньої складності[24].

### Безпека
Підйоми на висоти понад 2900 м (включно з кратерами) дозволені лише в супроводі акредитованих гідів через високу сейсмічну та вулканічну активність. У разі підвищення рівня небезпеки доступ до кратерної зони може бути обмежений владою.

### Сезонність
Найкращими сезонами для відвідування Етни вважаються весна та осінь — у цей період помірна температура, ясна погода і добра видимість. Взимку на південних і північних схилах функціонують гірськолижні траси, а влітку особливо популярні нічні трекінги, що дозволяють побачити світіння лави та дим.

### Велосипедні маршрути
На схилах Етни офіційно популяризується велотуризм: як шосейні, так і гірські маршрути. Серед шосейних часто обирають трасу з Ніколозі (передмістя Катаньї) до Rifugio Sapienza (~18 км, набір висоти ~1000 м, середній градієнт ≈7 %).
Також популярно підняття з півночі — з Лінгвальджосса до Piano Provenzana (~17,2 км, підйом ~1040 м), через соснові ліси й лавові ландшафти. Маршрут східного боку зі стартом у Ragalna до Rifugio Sapienza включений у «Etna Cycling Park» і використовується під час етапів «Джиро д'Італія» (~20 км, підйом ~1500 м, макс. нахил до 14 %).
Гірські велосипеди (MTB) використовуються на трасах через лавові поля й лісові масиви, зокрема на маршрутах зі стартом у Ragalna або Linguaglossa, де передбачено під'йоми та спуски через пінисті та кам'янисті ділянки.
Популярні маршрути:
- Ніколозі → Rifugio Sapienza (≈18 км шосейною дорогою, +1000 м, середній нахил 7 %)[31].
- Лінгвальджосса → Piano Provenzana (≈17,2 км, +1040 м, трасова лісова дорога)[32].
- Рагальна → Rifugio Sapienza (≈20 км, +1500 м, максимальний нахил до 14 %, маршрут Giro d'Italia)[33].

Велосипедисти попереджають про інтенсивний рух автомобілів та доріжки без узбіччя, а також про необхідність вибору гірських велосипедів для останньої ділянки перед Refuge Sapienza через щебенево-грязьові дороги.

### Інші види туризму
Крім пішохідного туризму, організовуються екскурсії з дегустацією місцевих вин, відвідуванням лавових печер, вулканічних полів і традиційних сицилійських сіл. У походах також беруть участь місцеві гіди, серед яких і спортсмен Вінченцо Модіка, що популяризує активний туризм у регіоні.

## Пам'ятки
- За 60 км від вулкана є побудоване повністю з вулканічного каміння селище Рандаццо з собором Санта-Марія, спорудженим у XIII столітті.
- Археологічний музей в Адрано.
- м. Катанія з гарним краєвидом Етни.

## Виноски
1. 1 2  Висота вулканів зазвичай змінна. Багато джерел вказують 3 350 м, проте зазначають, що це оцінка. Вказані тут дані узгоджені з даними SRTM та взяті з 2005 GPS survey [Архівовано 24 серпня 2020 у Wayback Machine.].
2. ↑  Этна // Малая советская энциклопедия / под ред. Н. Л. Мещеряков — 2 — Советская энциклопедия, 1936.
3. ↑  Etna. Global Volcanism Program. Смітсонівський інститут. Процитовано 29-01-2017. (англ.)
4. 1 2  Etna, Italy (англ.). Peakbagger.com[d]. Процитовано 29-01-2017.
5. ↑  Watch: Spectacular Mount Etna eruption in Sicily. apnews.com. AP News. 4 липня 2024.
6. ↑  Suda, alphaiota, 375
7. ↑  Martin-Schutz, Alicia. Mt. Etna. Архів оригіналу за 25 лютого 2013. Процитовано 24 лютого 2020.
8. ↑  Pareschi, M. T.; Boschi, E. & Favalli, M. (2007), Holocene tsunamis from Mount Etna and the fate of Israeli Neolithic communities, Geophysical Research Letters, 34 (16): L16317, Bibcode:2007GeoRL..3416317P, doi:10.1029/2007GL030717
9. ↑  Decade Volcanoes. United States Geological Survey. Архів оригіналу за 15 лютого 2013. Процитовано 23 лютого 2020.
10. ↑  Mount Etna Becomes a World Heritage Site, Italy Magazine, 4 травня 2013, архів оригіналу за 6 лютого 2020, процитовано 23 лютого 2020
11. ↑  Хмара з лави і попелу: в Італії знову прокинувся вулкан Етна. РБК-Україна (укр.). Архів оригіналу за 17 лютого 2021. Процитовано 17 лютого 2021.
12. ↑  На Сицилії знову прокинувся вулкан Етна 21.02.2022, 17:51. Архів оригіналу за 22 лютого 2022. Процитовано 22 лютого 2022.
13. ↑  На острові Сицилія активізувався вулкан Етна, аеропорт призупинив роботу. 22.05.2023, 16:16
14. ↑  На Сицилії знову прокинувся вулкан Етна: кадри гігантського фонтану лави і виверження. РБК-Украина (укр.). Процитовано 13 листопада 2023.
15. ↑  На Сицилії сталося нове виверження вулкана Етна. 02.12.2023, 20:08
16. ↑  На Сицилії сталося виверження вулкана Етна. 02.06.2025, 14:16
17. ↑  В Італії через виверження вулкану скасували авіарейси
18. ↑  Parco dell'Etna. AllTrails (англ.).
19. ↑  Etna Summit Trekking. Go-Etna (англ.).
20. ↑  How to Hike Mt. Etna. Afar (англ.).
21. ↑  Complete Guide to Visiting Mount Etna. Szlakamisycylii (англ.).
22. ↑  Visiting Mount Etna: A Guide. Along Dusty Roads (англ.).
23. ↑  How to Hike Mount Etna. Lonely Planet (англ.).
24. ↑  Complete Guide to Visiting Mount Etna. Szlakamisycylii (англ.).
25. ↑  Our Excursions on Volcano Etna. Guide Etna Nord (англ.).
26. ↑  Climb Mount Etna. Much Better Adventures (англ.).
27. ↑  Cycling Mount Etna: Routes To Ride. Epic Road Rides (англ.).
28. ↑  Climbing mount Etna by bike. Aitne Med (англ.).
29. ↑  Ragalna - Rifugio Sapienza. Giro d'Italia (англ.).
30. ↑  Cycling Mount Etna: Biker's Guide. PJAMM Cycling (англ.).
31. ↑  Cycling Mount Etna Routes up Etna. Epic Road Rides (англ.).
32. ↑  Climbing mount Etna by bike. Aitne Med (англ.).
33. ↑  Ragalna - Rifugio Sapienza. Giro d'Italia (англ.).
34. ↑  Cycling Mount Etna: Biker's Guide. PJAMM Cycling (англ.).
35. ↑  Etna experiences. Etnaway (англ.).
36. ↑  Vincenzo Modica Official Website. vincenzomodica.com (англ.).